# Basílica eufrasiana
La basílica eufrasiana de Poreč (en croata: Eufrazijeva bazilika) es una iglesia católica ubicada en el centro histórico de Poreč (Parenzo) en Istria. Es parte de un complejo episcopal que incluye, además de la propia basílica, la sacristía, un baptisterio, un campanario y el palacio episcopal.
Este templo data del siglo VI, representativo del estilo bizantino está incluido en la lista del Patrimonio de la Humanidad de la Unesco desde 1997.

## Historia

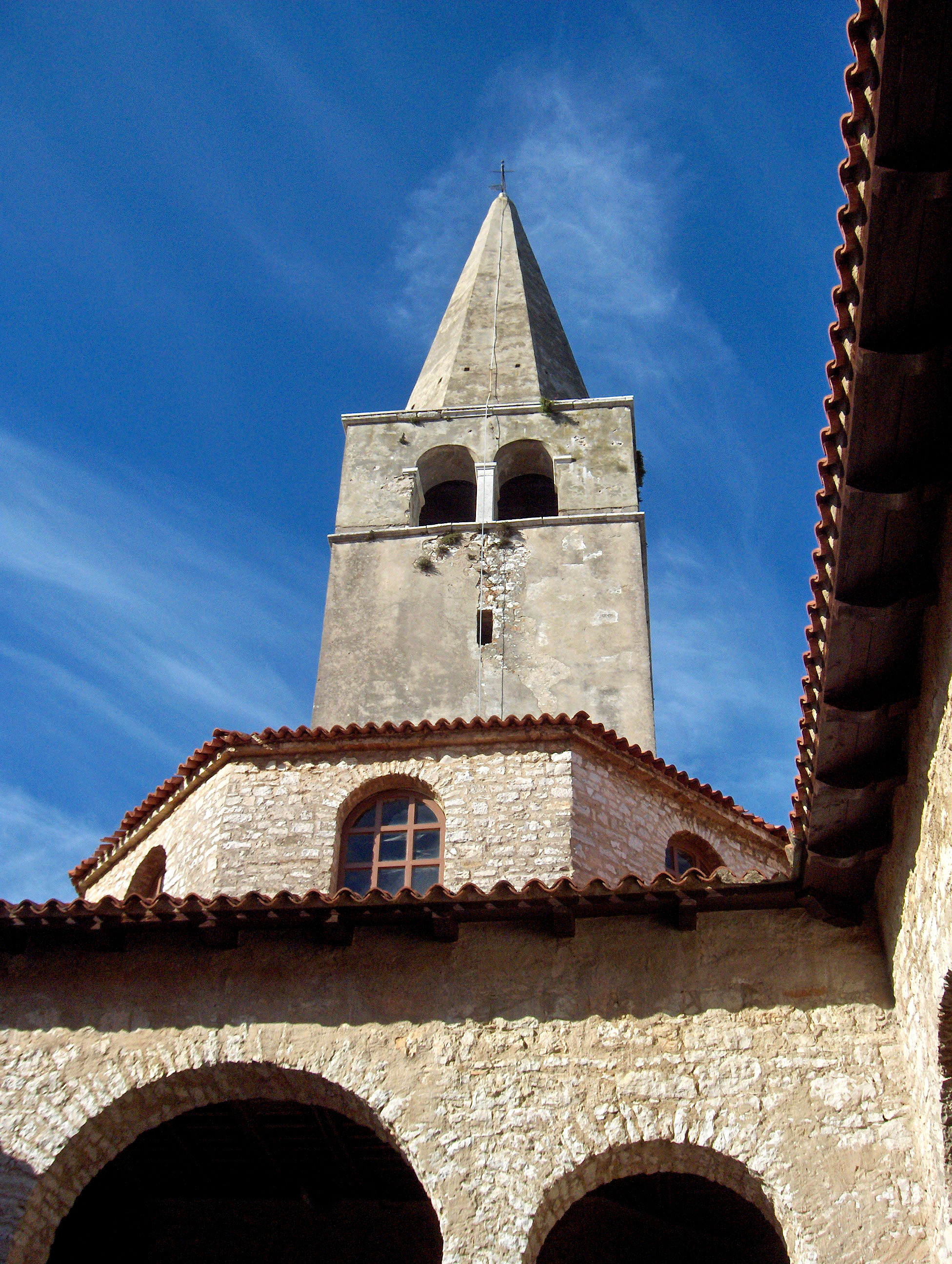
Atrio, baptisterio y campanario del conjunto episcopal

El edificio actual sustituye a un primer oratorio cuyos orígenes se remontan al siglo IV. El primer santuario estaba dedicado a San Maur de Parentium (primer obispo de Poreč, que murió como mártir en el siglo III). Su nombre hacía referencia al antiguo nombre de la ciudad (Colonia Iulia Parentium) y subsiste aún un pavimento de mosaicos que a su vez es una reutilización de otro que formaba parte de una villa romana.
En la segunda mitad del siglo IV ese primer oratorio fue considerablemente ampliado. Los peces —uno de los primeros símbolos cristianos, muy anteriores a la cruz— que adornan los mosaicos datan de ese período, estimación que corroboran las monedas acuñadas con el retrato del emperador Valente (364-378) encontradas durante las excavaciones arqueológicas.

## Arquitectura
La actual basílica, dedicada a la Virgen María, se construyó a partir del siglo VI a petición del obispo Euphrasius. Está construida en el emplazamiento del antiguo santuario, probablemente destruido, y del que parte de las piedras se utilizaron en la construcción de la nueva basílica. Además, se imporaron y fueron incorporados en el edificio bloques de mármol de las canteras situadas en la región del mar de Mármara.
Si bien la realización de los mosaicos que adornan las paredes del ábside (donde el obispo Euphrasius aparece junto a san Mauro de Parentium) se encargó a grandes artistas bizantinos, el pavimento es obra de artistas locales. Comenzado en el año 553, el trabajo continuó durante diez años.
La basílica es parte de un complejo episcopal compuesto por un baptisterio octogonal (siglo VI), un campanario que data del siglo XVI, un atrio rodeado de columnatas laterales donde se encontraron varias tumbas, todo el conjunto  dominado por el palacio episcopal, contemporáneo de la basílica (siglo VI).
El ábside está precedido por una nave bordeada por naves laterales más bajas. 18 columnas de mármol coronadas por capitels (decorados con motivos animales o vegetales y representando cada uno el monograma del obispo Euphrasius) separan la nave principal de las naves laterales.
El santuario alberga un tesoro que comprende objetos de la época paleocristiana, bizantina y medieval. Una capilla votiva adyacente a la sacristía alberga las reliquias de San Maur (sv. Mavro) y de San Eleuterio.

## Mosaicos
El rasgo más destacado de la basílica son sus mosaicos, que datan del siglo VI. Decoran el ábside del santuario y están considerados como una obra maestra del arte bizantino.
A la entrada del coro, en el arco triunfal sobre el ábside, se encuentran una serie de mosaicos representando a Jesucristo, con un libro en la mano. En las páginas del libro están escritas las palabras latinas «Ego sum Lux vera» (Yo soy la luz verdadera). A ambos lados de Cristo se encuentran los doce apóstoles, cada uno llevando su propio emblema. Se debe aclarar que aparece san Pablo en lugar de san Matías concretamente el primero a la izquierda de Jesucristo. El arco debajo contiene medallones de mosaico con el Cordero de Dios y retratos de doce mártires femeninas. La bóveda del ábside está decorada con una representación de la Virgen María, sentada en su trono celestial y teniendo en sus brazos al Niño Jesús. Por encima de su cabeza, una mano que lleva una corona emerge de las nubes, lo que simboliza la presencia divina. Esta es la única representación que nos queda de la Madre de Dios en una basílica occidental paleocristiana. A ambos lados de la Virgen María, dos ángeles de pie ante una procesión de clérigos, entre ellos el fundador de la basílica, el obispo Eufrasio, canonizado por la iglesia más tarde. Este tiene en sus manos una representación de la basílica, que es ofrecida a la Virgen; también están representados santos locales, incluyendo a san Mauro, el primer obispo de Parenzo y la diócesis de Istria, y el archidiácono Claudio. El niño representado entre los dos hombres, Eufrasio y Claudio, está acompañado por la inscripción «EVFRASIVS FIL ARC» (abreviatura latina y significado «Euphrasius, hijo del archidiácono»). Todas las figuras se alzan sobre un prado cubierto de flores.
Los mosaicos centrales entre las ventanas del ábside están decoradas con mosaicos que representan escenas de la Anunciación y de la Visitación. En el mosaico de la Anunciación un ángel alza su mano para indicar un mensaje. En su mano izquierda sostiene la vara del mensajero. María lleva un vestido azul purpúreo y un velo. Sostiene lana en su mano derecha. En el otro lado los mosaicos representan la visita de María a Isabel. Ambas llevan vestimentas sacerdotales contemporáneas con una capa llena de cintas. Una pequeña figura mira desde detrás de la cortina de una casa. Los tres medallones pequeños representan a san Juan Bautista, Zacarías y un ángel. Entre estos dos grandes mosaicos hay otros menores con Cristo joven con halo, y dos mártires con su corona del martirio. En el ábside septentrional estarían representados, probablemente, los santos Cosme y Damián, en el ábside sur Urso (u otro obispo de Rávena), y Severo.
El muro del frante del ábside está enmarcado con una estrecha banda decorativa llena con alabanzas a Eufrasio y su obra. La parte inferior del ábside está decorada con lajas de piedra incrustadas de nácar. Parte de estas procedían de un revestimiento anterior. Está formado por 21 campos con 11 decoraciones diferentes. En el medio se alza el trono del obispo, flanqueado por candelabro.

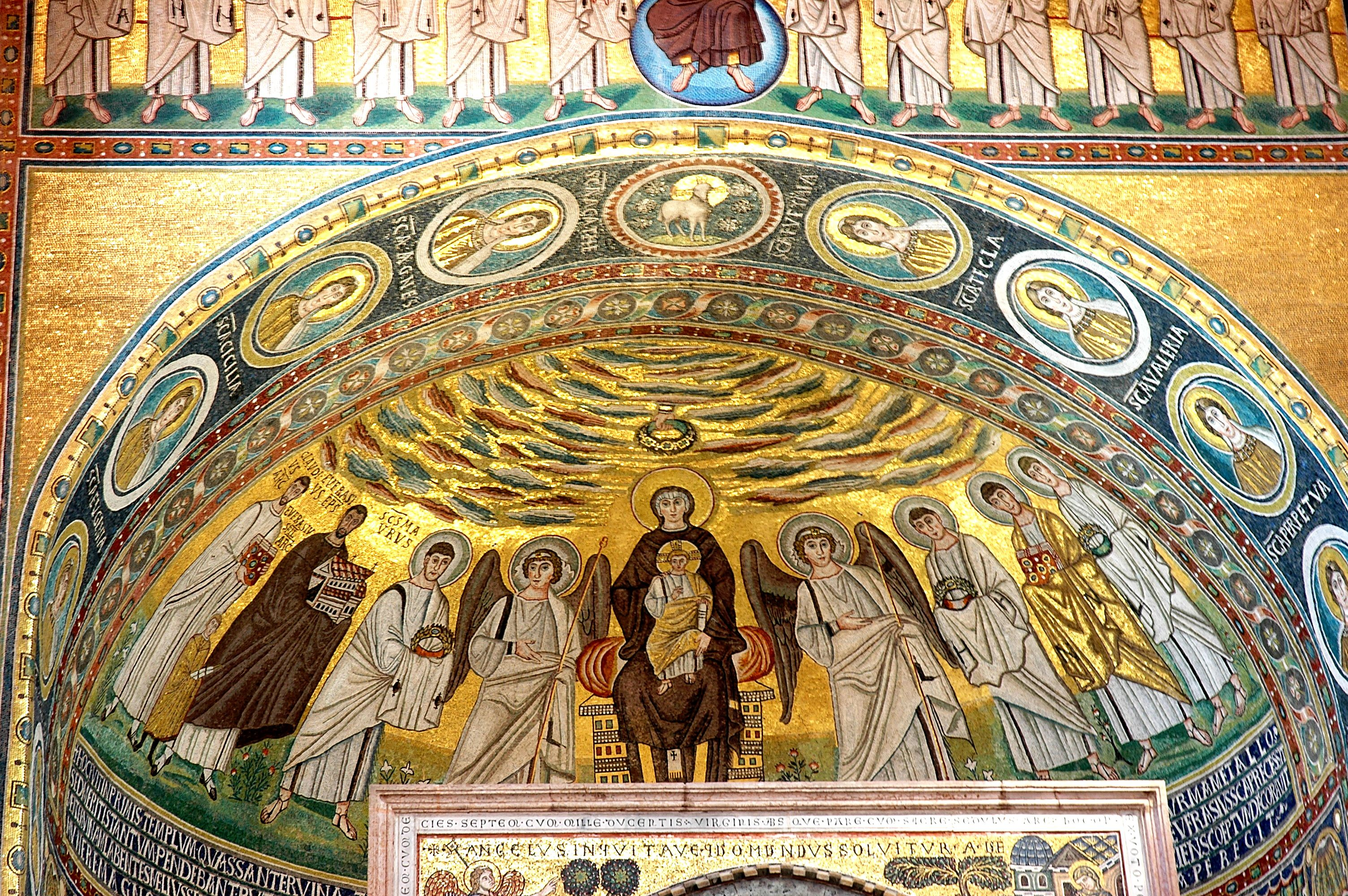
Mosaico con la Virgen María y el Niño. El segundo desde la izquierda es san Eufrasio con una maqueta de la iglesia
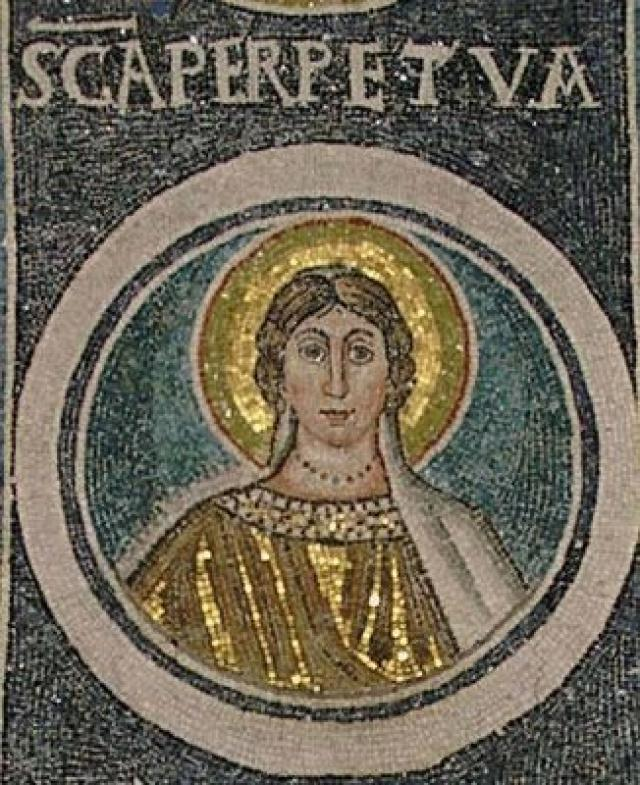
Mosaico de Perpetua
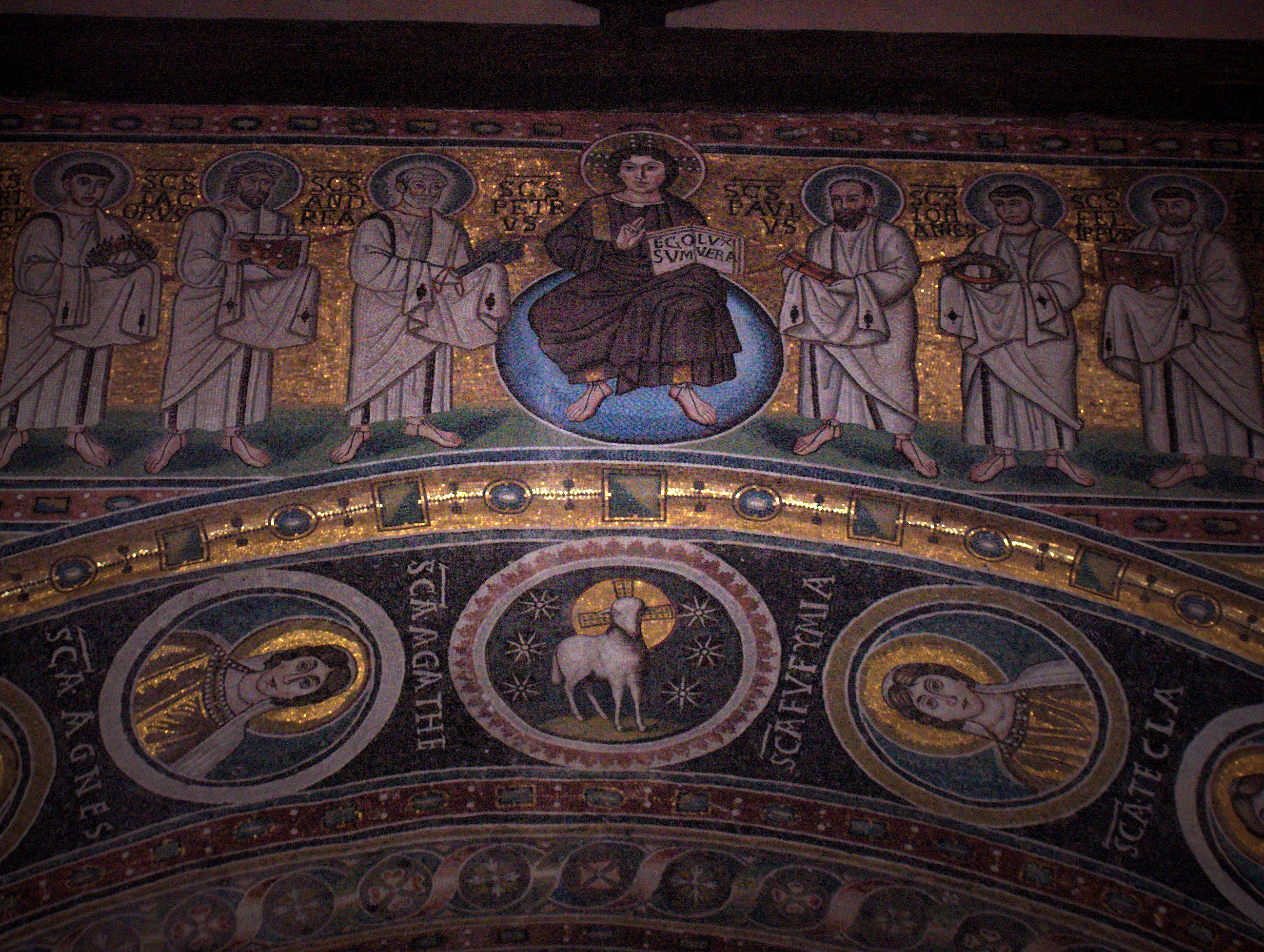
Cristo y los doce apóstoles.
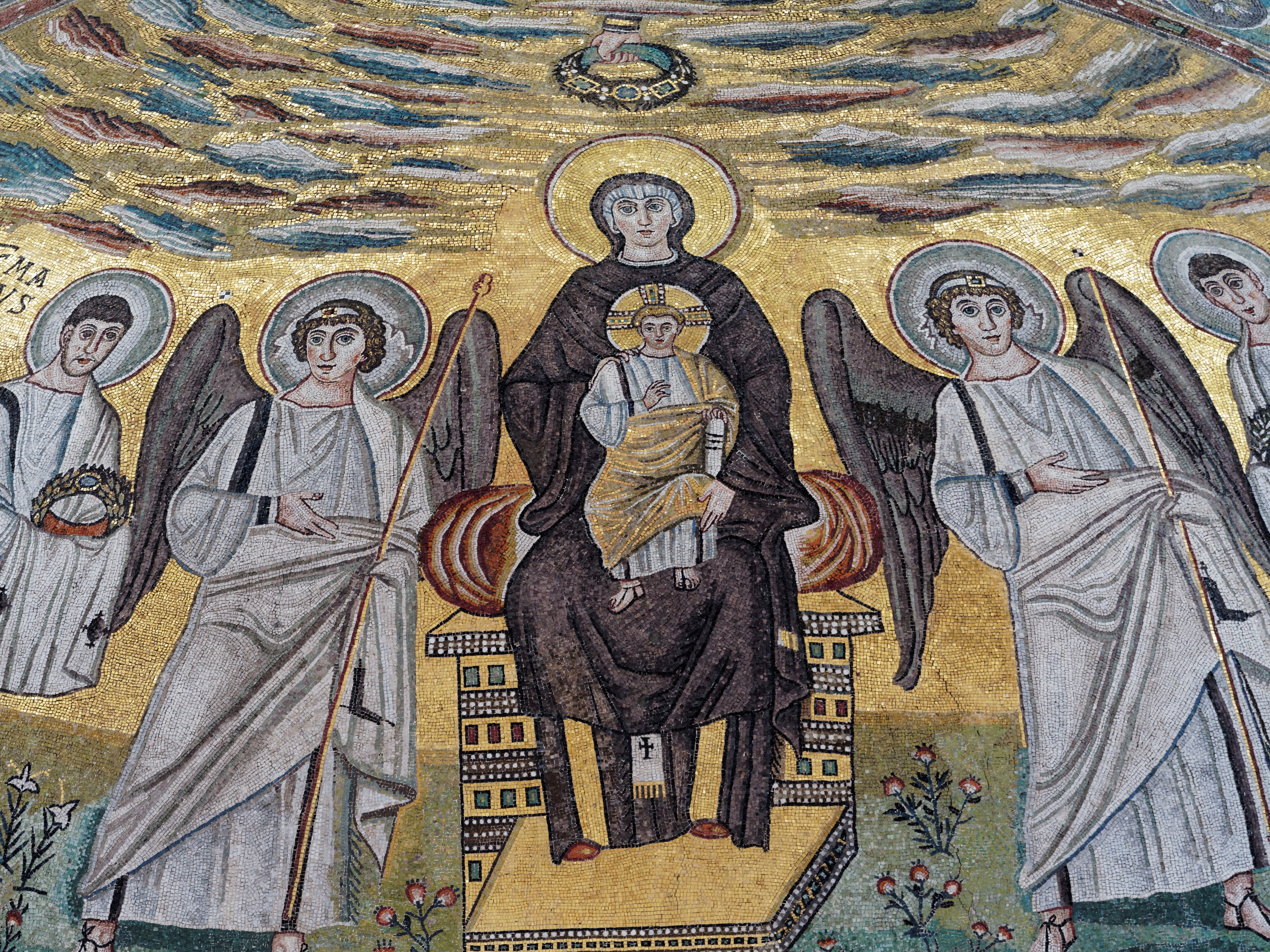
Detalle del mosaico.

## Otras obras artísticas

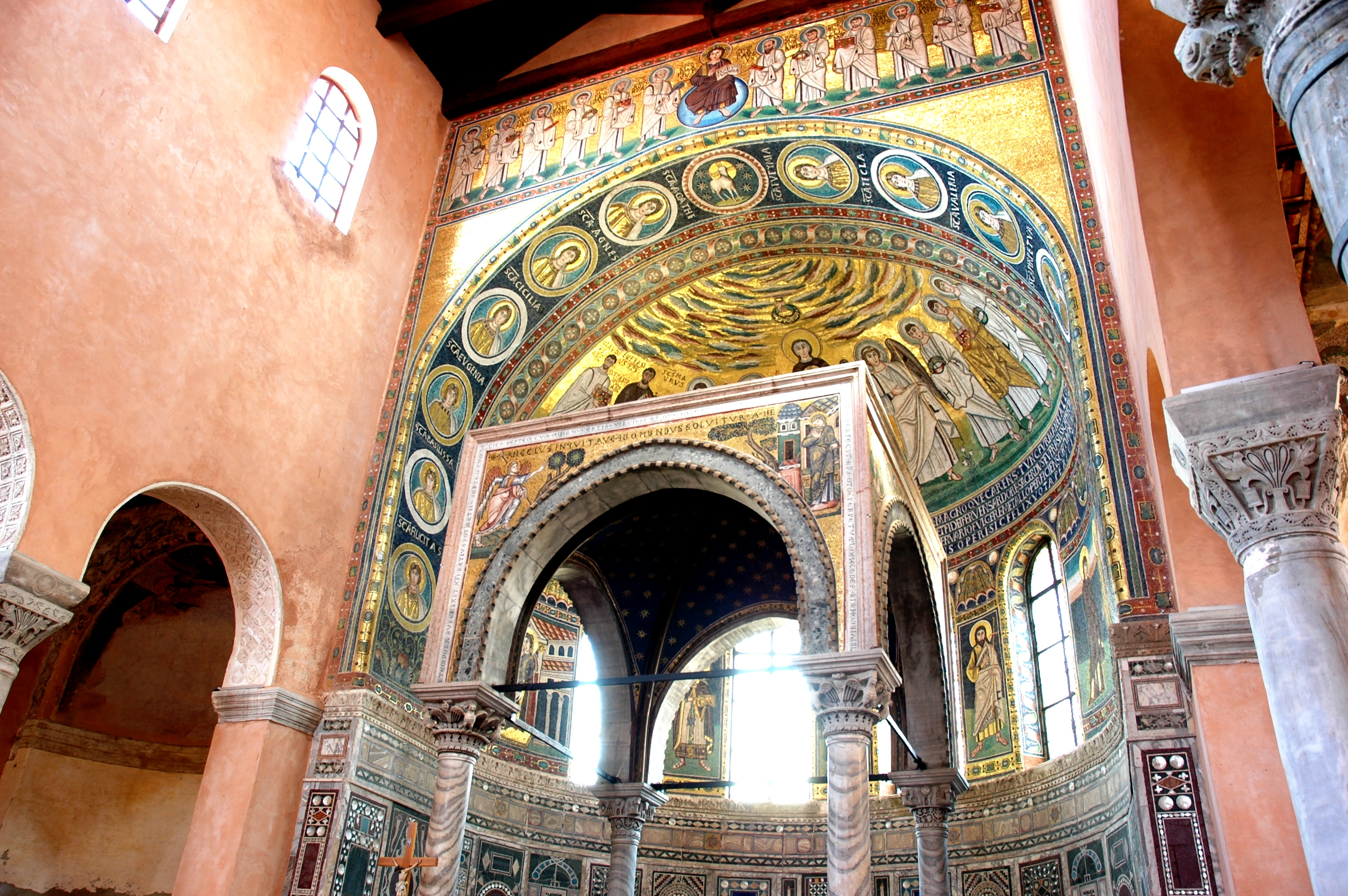
El baldaquino

El coro está dominado por un ciborio de mármol del año 1277.
El baldaquino, sostenido por cuatro columnas de mármol está decorado con mosaicos. Se trata de mosaicos reutilizados de una obra anterior, y son contemporáneos de la basílica (siglo VI).
Entre las obras de arte que contiene la basílica es un políptico realizados por el pintor veneciano Antonio Vivarini.
Una imagen de «La Cena» debida al pincel del artista Palma el Joven.